# Rudolf Bahmann
Rudolf Bahmann (* 26. Februar 1929 in Plauen; † 19. September 1977) war ein deutscher Politiker der Sozialistischen Einheitspartei Deutschlands (SED) in der Deutschen Demokratischen Republik (DDR). Er war von 1973 bis 1977 Vorsitzender des Rates des Bezirkes Gera.

## Leben
Bahmann, Sohn eines Bauern und einer Verkäuferin, absolvierte bis 1948 eine Lehre auf dem Hof seiner Eltern. 1945 trat er in die Kommunistische Partei Deutschlands (KPD) ein und gehörte zu den Gründern der Antifa-Jugend in Gera. 1946 wurde er Mitglied der SED und besuchte die Landwirtschaftsschule in Berga. Von 1948 bis 1950 war Bahmann Instrukteur der SED-Landesleitung Thüringen, besuchte die Bauernhochschule in Paretz und absolvierte einen Lehrgang an der Landesparteischule in Bad Blankenburg. 
1950/51 war Bahmann Sektorenleiter und ab 1952 Abteilungsleiter der SED-Landesleitung Thüringen und von 1952 bis 1958 Sekretär für Landwirtschaft der SED-Bezirksleitung Gera. Von 1954 bis 1958 war er Abgeordneter des Bezirkstages Gera. Im Juni 1958 wurde Bahmann nach einem Parteiverfahren seiner Posten enthoben und musste einen sogenannten „Bewährungseinsatz in der Produktion“ leisten. Bis 1959 arbeitete er als Traktorist auf der Maschinen-Traktoren-Station Schlöben im Kreis Stadtroda und wurde danach Direktor der Maschinen-Traktoren-Station Langenwetzendorf im Kreis Zeulenroda.
Von 1960 bis 1963 studierte Bahmann an der Parteihochschule „Karl Marx“ und erlangte das Diplom in Gesellschaftswissenschaften. 1963/64 war er Sekretär für Landwirtschaft und von 1964 bis 1973 Erster Sekretär der SED-Kreisleitung Eisenberg. Bahmann absolvierte bis 1965 ein weiteres Studium an der Fachschule für Landwirtschaft in Stadtroda und wurde staatlich geprüfter Landwirt. Von März 1973 bis zu seinem Tod war er Vorsitzender des Rates des Bezirkes Gera. Bahmann verstarb 1977 im Alter von 48 Jahren an den Folgen eines Verkehrsunfalls und wurde auf dem Geraer Ostfriedhof bestattet.

## Auszeichnungen und Ehrungen
- Vaterländischer Verdienstorden in Bronze (1969)
- Im Februar 1979 verlieh der Minister für Nationale Verteidigung, Heinz Hoffmann, anlässlich des Tages der Zivilverteidigung der DDR einer Lehreinrichtung der Zivilverteidigung in Gera den Ehrennamen „Rudolf Bahmann“.[2]